# Robert Kristo
Robert Kristo (* 14. Mai 1993 in Travnik) ist ein bosnisch-US-amerikanischer Fußballspieler.

## Karriere
Kristo spielte in seiner Jugend für die Billikens der Saint Louis University. Diese gaben ihn im Februar 2015 an Spezia Calcio in die zweite Italienische Liga ab. Auch hier blieb er ohne Einsätze und wurde im Sommer 2015 in die dritte italienische Liga zur SS Fidelis Andria 1928 verliehen. Am Ende der Leihe wurde Kristo im Februar 2016 in die vierte Liga zur AC Tuttocuoio 1957 verliehen. Nach Auflösung seines Vertrages wechselte er im Juli 2016 zum VfL Osnabrück in die dritte Liga. Nachdem sein Vertrag in Osnabrück im Sommer 2018 ausgelaufen war, war er zunächst vereinslos. Im Januar 2019 schloss sich Kristo dem US-amerikanischen North Carolina FC an, der im zweitklassigen USL Championship spielt.